# Google Stadia
Stadia是Google營運的遊戲串流服務。Google聲稱服務支援最高4K解像度、每秒60帧数、高動態範圍視像，由世界各地的伺服器經高速互聯網串流至用戶設備。Stadia服務與YouTube結合，並支援「狀態分享」功能，允許玩家自YouTube網路直播的存儲點自己開始遊戲，作為特色賣點之一。Stadia亦支援普通USB遊戲手柄或Stadia專用之聯網手柄。Stadia與Netflix等訂閱制串流服務不同，玩家需購買所玩遊戲。初級服務（1080p）為免費；月費服務支援更高的4K解析度、環繞聲，及部分免費遊戲。後又推出1440p解析度。
2018年10月，此計畫以「ProjectStream」為名，利用刺客教條：奧德賽進行封閉測試。Stadia於2019年11月19日上線，將支援桌面版Google Chrome、移动设备、Chromecast終端設備存取。
2019年12月20日，Google宣布收購Typhoon Studios，Typhoon Studios將并入位于加拿大蒙特利尔的Stadia Games and Entertainment Studio。
2021年2月1日，Google關閉了Stadia遊戲和娛樂公司。哈里森表示，該決定將著重於第三方開發者的發布平台，並指出：「我們認為，這是將Stadia創造為有助於該行業發展長期且持續的最佳途徑。」關閉影響了約150名員工，包括了Stadia游戏业务负责人捷德·雷蒙德。
2022年9月29日，由於反應不如預期，Google副總於官方部落格宣布將於2023年1月18日關閉服務，關閉後內部仍會致力將相關技術整合進現有產品中。

## 功能及特點
Stadia是雲端遊戲服務，只需支援Google Chrome的聯網設備即可運行。Stadia名稱取自英文「體育場」（Stadium）之複數，意味其補充YouTube遊戲實況直播，用戶可選擇置身其中或單純旁觀。由於Google已與全球各地建有大量數據中心，地理距離接近更多玩家，Google認為其與其他類似服務相比具備明顯優勢，亦更容易支援高級功能。玩家無需等待遊戲內容下載即可開始遊玩，亦可輕易將遊玩過程串流或錄製至YouTube。Stadia支援任何標準USB遊戲手柄，其專用手柄透過Wi-Fi直接連線Stadia服務器以減少輸入延遲或透過Google Assistant尋找遊戲相關影片或資訊。
Stadia將分為免費標準版和月費專業版訂閱。專業版月費約為10美元，容許玩家提升串流影片質量、遊玩部分免費遊戲及獲取折扣。

## 硬件
發佈之時，Stadia伺服器將採用2.7Ghz之Intel x86中央處理器，支援AVX2指令集，具備9.5MB快取。圖形處理器採用客製化AMD硬件，浮點運算速度達10.7 teraFLOPS。伺服器採用固態硬碟存儲，並帶有16GB記憶體。
Stadia專用之遊戲手柄以$69美元發售，形態與Xbox One控制器和DualShock 4類似，並帶有錄製和Google Assistant按鈕。手柄可經無線網絡與伺服器直接連線。發售之時，手柄將有四種顏色選擇。
Stadia預計於2019年9月初步上線，屆時玩家可以約$130美元購買Stadia之「開發者版本」，包含Chromecast Ultra、手柄，及三個月專業版訂閱。

## 軟件
Stadia伺服器採用Linux作業系統，並使用Vulkan圖像處理API。

## 游戏
Stadia将要求用户购买游戏以使用该服务，但也计划为Pro用户提供一个免费游戏库，并为购买创始人包的用户免费提供前两年的《命运2》内容。在2019年6月平台全面曝光时，Google宣布Tequila Works的《Gylt》和Moonshine Studios的《Get Packed》将为Stadia独占。